# فت جو
جوزف آنتونیو کارتاخنا (به اسپانیایی: Joseph Antonio Cartagena) (متولد ۱۹ آگوست ۱۹۷۰) که بیشتر با نام هنری فت جو شناخته می‌شود رپر آمریکایی است.